# TEMPEST
TEMPEST è un nome in codice che si riferisce agli studi sulle emanazioni non intenzionali dei dispositivi elettronici, come computer, monitor, cavi di rete, etc, le quali possono compromettere la sicurezza dei dati trattati. Tali emissioni, dette compromising emanations (emissioni compromettenti) o CE, consistono in energia elettrica, meccanica o acustica rilasciata intenzionalmente o meno da varie sorgenti all'interno dei dispositivi che manipolano le informazioni classificate.
Le variazioni dell'energia rilasciata possono consentire di risalire al messaggio originale, o alle informazioni che sono processate, in maniera da ricostruire l'originale (vedi Van Eck phreaking). La possibilità di intercettare e decodificare tali informazioni dipende da vari fattori, tra cui il "rumore", acustico o elettromagnetico, dell'ambiente, e la sicurezza intrinseca dei dispositivi.
Il termine TEMPEST è usato per indicare il campo della "Emission Security" o "Emanations Security" (EMSEC). Esso risale agli anni 1960-1970 come nome in codice della National Security Agency per gli studi sulla protezione da intercettazione delle comunicazioni elettroniche, e la corrispondente capacità di intercettare e decodificare tali emissioni.
Il governo degli Stati Uniti ha dichiarato che TEMPEST non è un acronimo e non ha alcun significato particolare, tuttavia sono stati suggeriti diversi acronimi derivati tra cui "Transmitted Electro-Magnetic Pulse / Energy Standards & Testing" "Telecommunications ElectroMagnetic Protection, Equipments, Standards & Techniques", "Transient ElectroMagnetic Pulse Emanation STandard" e "Telecommunications Electronics Material Protected from Emanating Spurious Transmissions" o, in forma scherzosa ma puntuale, "Tiny ElectroMagnetic Particles Emitting Secret Things".